# EuroCity

Logo EuroCity utilisé par les CFF.

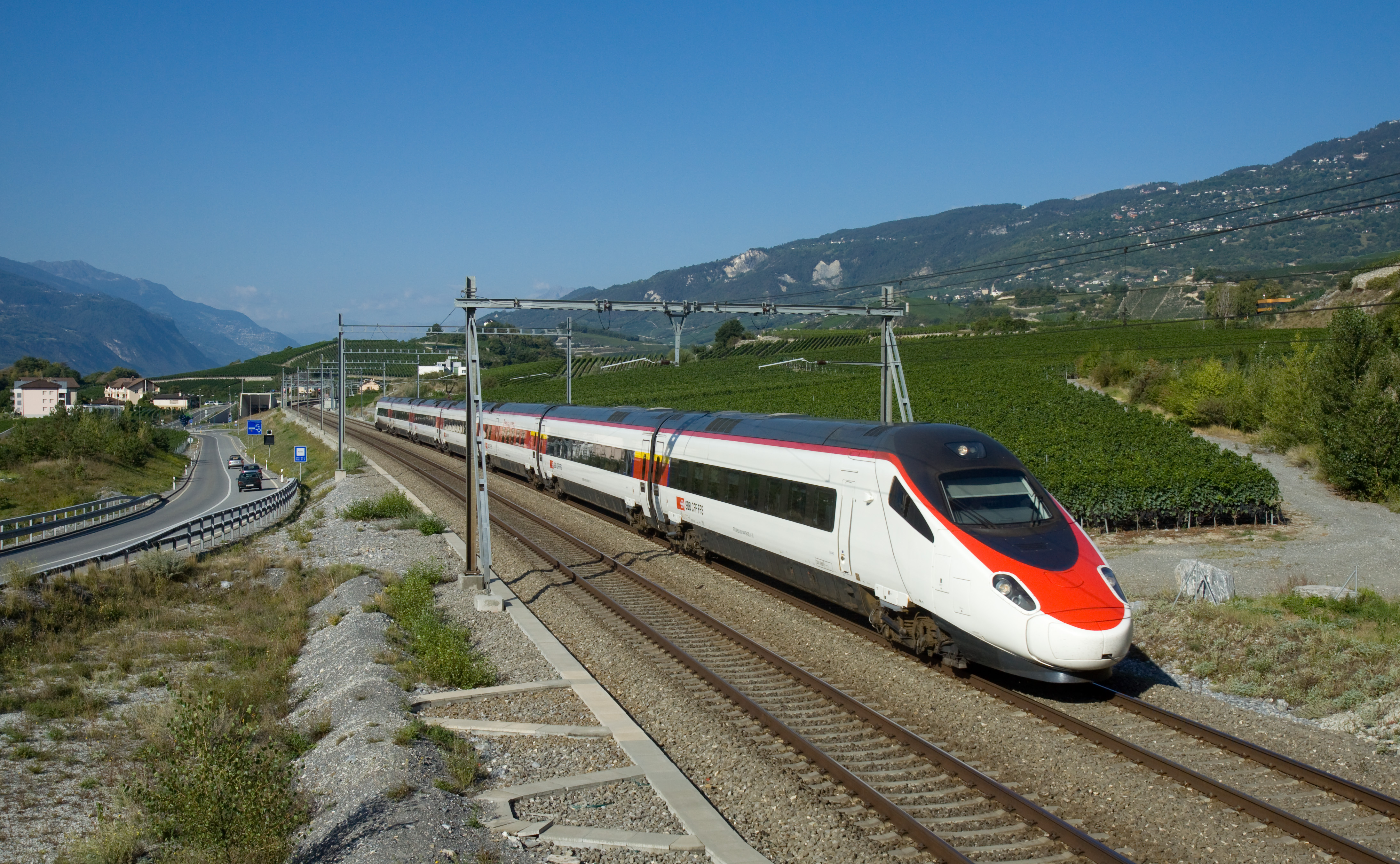
Un EuroCity des CFF, effectuant la relation Genève – Venise.

EuroCity (EC) est un service de trains internationaux fonctionnant en Europe et remplissant certains critères de qualité. Expérimenté à partir de 1980, le label EuroCity est officiellement créé en 1987. Il remplace les anciens Trans-Europ-Express.
En 2020, près de 80 liaisons ferroviaires européennes portent ce label.

## Histoire

Le réseau EuroCity le 31 mai 1987. 47 trains de jour en vert, 8 trains de nuit en bleu et 9 TGV en orange.

Le réseau Eurocity en 2016.

À la fin des années 1970 les relations ferroviaires internationales européennes, et en particulier les plus prestigieuses d’entre elles, les Trans-Europ-Express, victimes de la banalisation du trafic aérien et du développement du réseau autoroutier, connaissent une véritable hémorragie de leur clientèle, avec par exemple de 1975 à 1980 une perte d’un tiers de leur trafic global.
L’Union internationale des chemins de fer (UIC) décide alors de réagir et de réfléchir à la création de liaisons internationales de qualité, comportant les deux classes, entre les grandes agglomérations européennes, de manière à concurrencer efficacement à la fois l’avion et la voiture individuelle, non seulement pour les déplacements d’affaires mais également pour les déplacements touristiques et privés en plein essor à l’époque. Se basant sur deux expériences couronnées de succès de revitalisation des liaisons intérieures durant les années 1970 – sous le label d’InterCity – celle de la Grande-Bretagne et celle de l’Allemagne, l’UIC lance donc à titre d’essai le 1er juin 1980 dix-huit paires de trains Inter-Cités internationaux, tous assurés en rames tractées. Leur nombre ne va cesser de croître au fil des changements de service, souvent au détriment des TEE transformés en IC comprenant les deux classes (le plus souvent en gardant leur nom), pour arriver à 54 paires de trains Inter-Cités au service d’hiver du 28 septembre 1986.
Après six années d’existence, ce type de relations a donc trouvé sa clientèle sans même avoir fait l’objet d’une publicité spécifique. Pour transformer l’essai, les 12 réseaux de la CEE plus l’Autriche et la Suisse décident donc, toujours sous le pilotage de l’UIC, de créer un nouveau réseau de trains rapides de qualité, mais cette fois en accompagnant cette création d’une campagne de promotion active. Le choix de son nom, décliné à l’origine en trois langues d'Europe « EuroCity / EuroCité / EuroCitta » montre la vocation originelle de ce réseau, successeur de celui des TEE.
C’est donc au service d’été du 31 mai 1987 que sont mis en circulation 64 paires de trains rapides EC pour relier entre elles environ 200 villes de 13 pays européens. Parmi ces relations, sept sont nocturnes, constituant une nouveauté par rapport aux TEE et Inter-Cités. À compter du service d’été du 23 mai 1993, ces liaisons nocturnes de qualité sont regroupées au sein d’un nouveau service baptisé « EuroNight ».
En 2012, le nombre de paires de trains EuroCity en circulation est de 73, soit une augmentation de 15 % par rapport à 1987, notamment grâce à l'expansion du réseau vers l'Europe de l'est. La plupart des liaisons EuroCity d'Europe de l'ouest ont cependant été supprimées à la suite de la mise en service de plusieurs nouvelles lignes à grande vitesse. En 2020, on dénombre environ 80 liaisons.
Ce réseau se développe peu à peu : en 2017, la Deutsche Bahn étend son réseau Eurocity vers l'Italie et a signé en 2019 un contrat de 550 millions d'euros pour de nouvelles rames en vue d'assurer la liaison Amsterdam - Berlin en 2023.

### Identité visuelle

Galerie de logos
Logo utilisé par les CFF.
Logo utilisé par la MÁV.
Logo utilisé par la Deutsche Bahn.
Ancien logo EuroCity.

## Critères de labellisation
Les trains internationaux possédant le label EC, dont l’emprunt nécessite parfois la perception d’un supplément, doivent répondre à un cahier des charges contraignant comportant pas moins de vingt critères, dont voici les plus importants :
- leur itinéraire doit impérativement être international ;
- ils doivent posséder les meilleures voitures en service, obligatoirement climatisées en première classe comme en seconde ;
- ils ne doivent s'arrêter que dans les villes importantes ;
- leurs arrêts en gare doivent être de 5 minutes au maximum, exceptionnellement de 15 minutes pour des raisons techniques ;
- une vitesse commerciale d'au moins 90 km/h ; en fait, dès la création de ce réseau, 40 % des EC circulant le jour (46 sur 114 exactement) n’atteignaient pas les critères de moyenne commerciale de ce type de trains (90 km/h), notamment les trains franchissant des reliefs montagneux.
- des repas et des boissons doivent être disponibles à bord (voiture-restaurant ou restauration à la place, voiture-bar) ;
- le personnel d'accompagnement doit posséder des connaissances de deux langues au minimum, dont au moins le français, l'anglais ou l'allemand ;
- une ponctualité régulière (des trains trop souvent en retard pouvant perdre leur label EC) ;
- les contrôles de douane (hors accords de Schengen) doivent avoir lieu à bord du train, et celui-ci ne doit s'arrêter que brièvement aussi dans les gares frontières.

Pour certains trains EC, il est obligatoire de réserver sa place, et cela est recommandé en général. Une place réservée se repère dans le train avec le numéro de voiture et le numéro de siège.

## Exemples de trains EC
Situation dans les années 2020 (liste non exhaustive) ; chaque liaison est assurée au minimum par une paire de trains aller-retour.

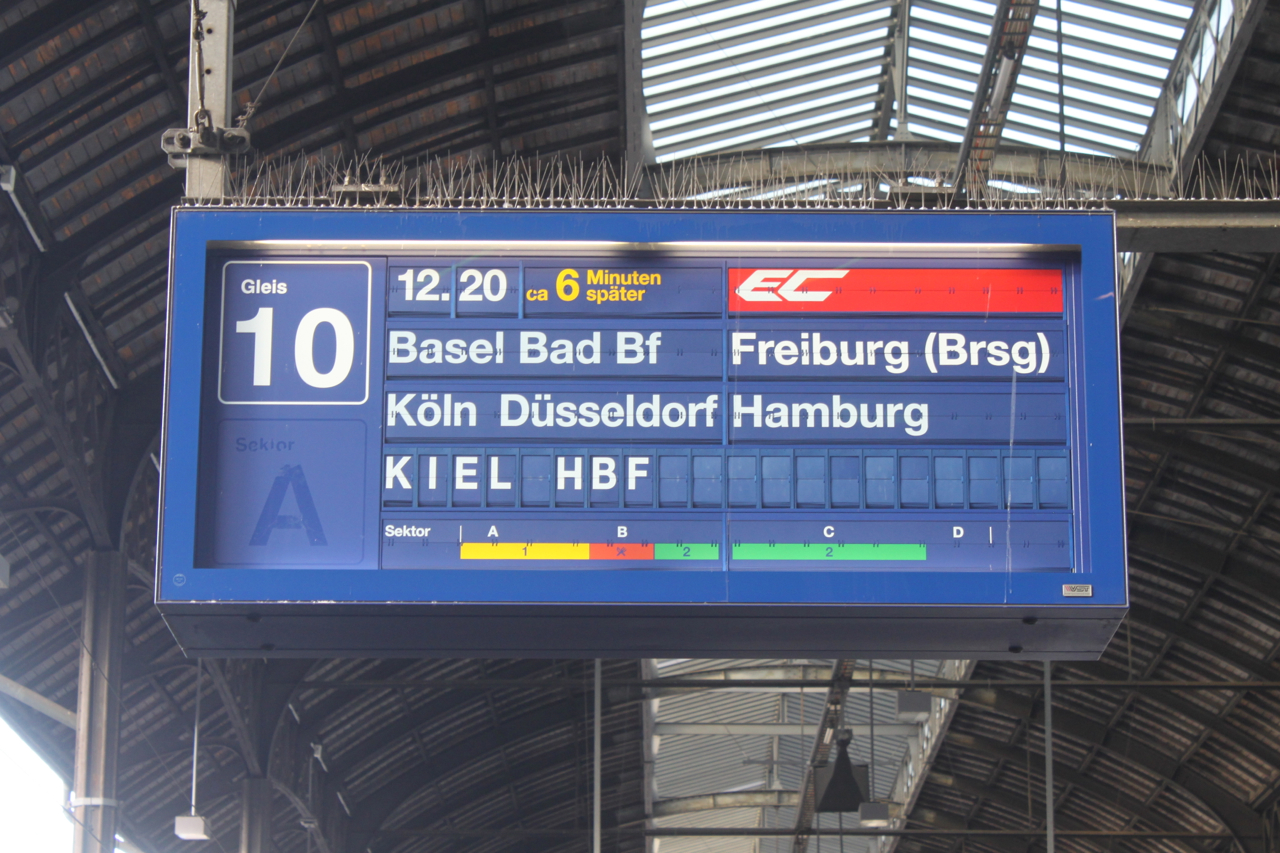
Annonce de l'EC 6, en gare de Bâle CFF.

- EC 6/7 et 8/9 : Berne – Interlaken / Zurich – Bâle CFF – Karlsruhe – Cologne – Düsseldorf – Brême – Hambourg ;
- EC 32, 34/35, 36, EC 37, 39, 41, 42 et 44 (4 allers-retours) : (Venise-Santa-Lucia –) Milan-Centrale – Genève ;
- EC 40/41 Varsovia, 44/45 Sprewa/Spree et 48/49 Odra/Oder : Varsovie – Berlin ;
- EC 52, 151 : Milan – Berne – Bâle CFF – Karlsruhe – Mannheim – Francfort-sur-le-Main ;
- EC 58/59 : Gedania : Gdynia – Gdańsk – Poznań – Berlin ;
- EC 64 : Budapest-Keleti – Vienne ;
- EC 80, 81/82, 83, 84/85, 86/87, 88/89 et 1288/1289 DB-ÖBB EuroCity : (Rimini – Bologne / Venise-Santa-Lucia –) Vérone-Porta-Nuova – Innsbruck – Munich ;
- EC 96/97 et 98/99 : Munich – Zurich ;
- EC 100/101 Moravia : Vienne – Ostrava – Katowice ;
- EC 102/103 Polonia : Vienne – Ostrava – Katowice – Varsovie ;
- EC 104/105 Porta Moravica : Graz – Vienne – Ostrava – Katowice – Cracovie – Przemyśl ;
- EC 106/107 Sobieski : Vienne – Ostrava – Katowice – Varsovie – Gdańsk – Gdynia ;

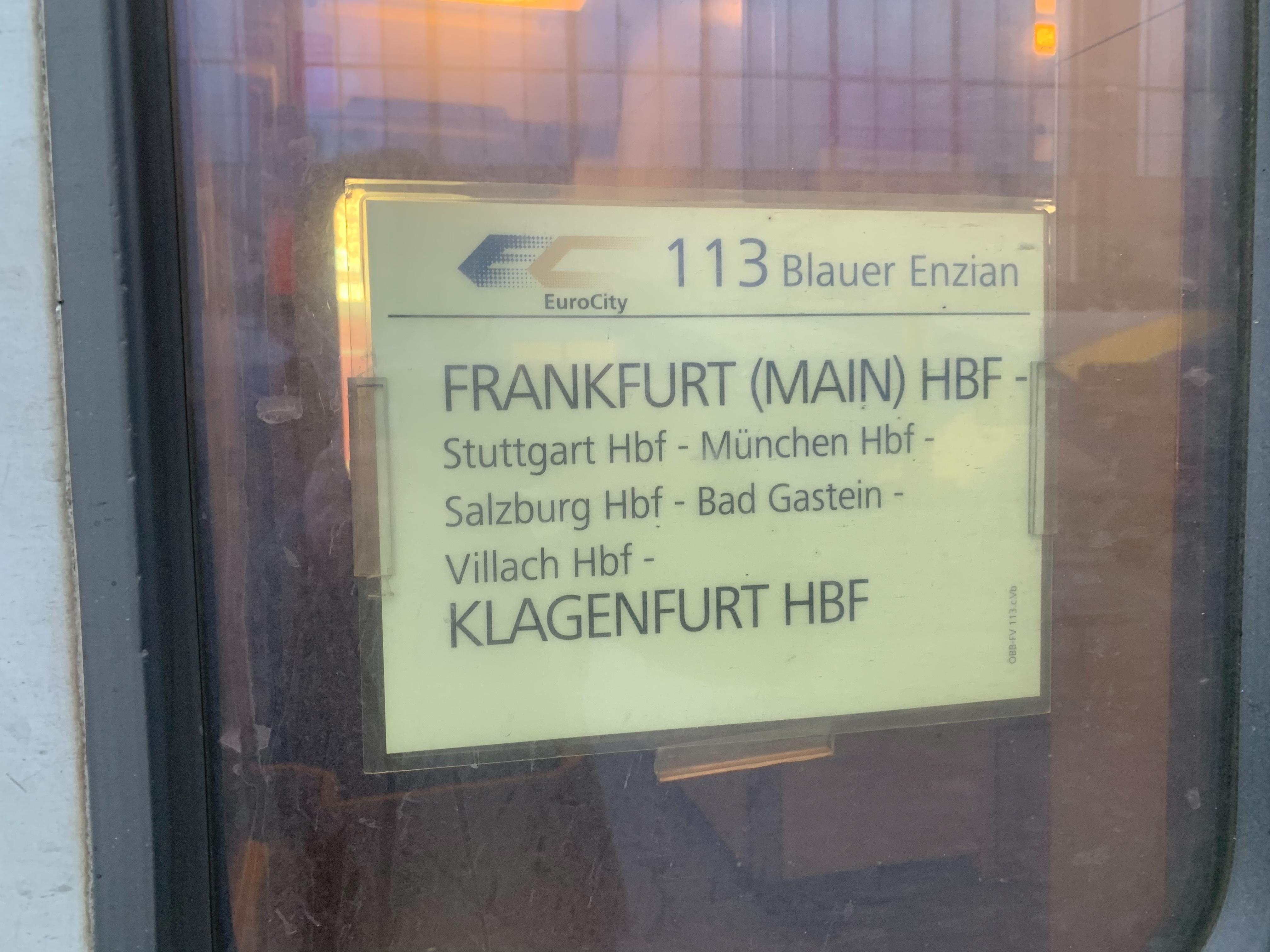
Pancarte d'itinéraire de l'EC 113 Francfort – Klagenfurt.

- EC 112/113 Blauer Enzian : Klagenfurt – Villach – Salzbourg – Munich – Stuttgart – Francfort-sur-le-Main ;
- EC 114/115 Wörthersee : Klagenfurt – Villach – Salzbourg – Munich – Stuttgart – Cologne – Düsseldorf – Dortmund / Münster ;
- EC 114/115 Cracovia : Przemyśl – Cracovie – Katowice – Ostrava – Prague ;
- EC 116/117 Silesia : Varsovie – Katowice – Ostrava – Prague ;
- EC 117 Salzach : Francfort-sur-le-Main – Stuttgart – Munich – Salzbourg – Klagenfurt ;
- EC 130/131 Báthory : Budapest-Nyugati – Bratislava – Ostrava – Katowice – Varsovie – Terespol (– Brest) ;
- EC 134/135 Emona : (Vienne – Graz –) Ljubljana – Trieste ;
- EC 140 et 149 Hortobágy : Záhony – Debrecen – Budapest-Keleti – Vienne ;
- EC 141 et 148 Semmelweis : Vienne – Budapest-Keleti ;
- EC 142/145 Liszt Ferenc / Franz Liszt : Budapest-Keleti – Vienne ;
- EC 143 et 146 Transilvania : Vienne – Budapest-Keleti – Oradea – Cluj-Napoca ;
- EC 144/145 Ostravan : Žilina – Ostrava – Prague ;
- EC 144 et 341 Csárdás : Budapest-Keleti – Vienne ;
- EC 147 et 340 Lehár : Vienne – Budapest-Keleti ;
- EC 150/151 Emona : Ljubljana – Graz – Vienne ;
- EC 158/159 Croatia : Zagreb – Graz – Vienne ;
- EC 163/164 Transalpin : Zurich – Innsbruck – Graz ;
- EC 170/171, 174, 175, 176/177, 178, 179 et 378/379 Berliner : (Kiel – Hambourg –) Berlin – Prague ;
- EC 172/173 Hungaria : Budapest-Nyugati – Bratislava – Prague – Berlin – Hambourg ;
- EC 182, 184, 186/187, 188/189, 190/191, 192/193, 194/195, 197 et 199 Hernád/Hornád : Budapest-Keleti – Košice ;
- EC 190/191, 192/193, 196/197 et 198/199 : Munich – Zurich ;
- EC 210/211 Sava : Vinkovci – Zagreb – Ljubljana – Villach ;
- EC 212/213 Mimara : Zagreb – Ljubljana – Villach ;
- EC 216/217 Dachstein : Graz – Salzbourg – Munich – Stuttgart – Sarrebruck ;
- EC 218/219 Chiemgau : Graz – Salzbourg – Munich – Stuttgart – Francfort-sur-le-Main (– Erfurt) ;
- EC 246/247 Wisła/Vistula : Varsovie – Berlin ;
- EC 248/249 Berolinum : Varsovie – Berlin ;

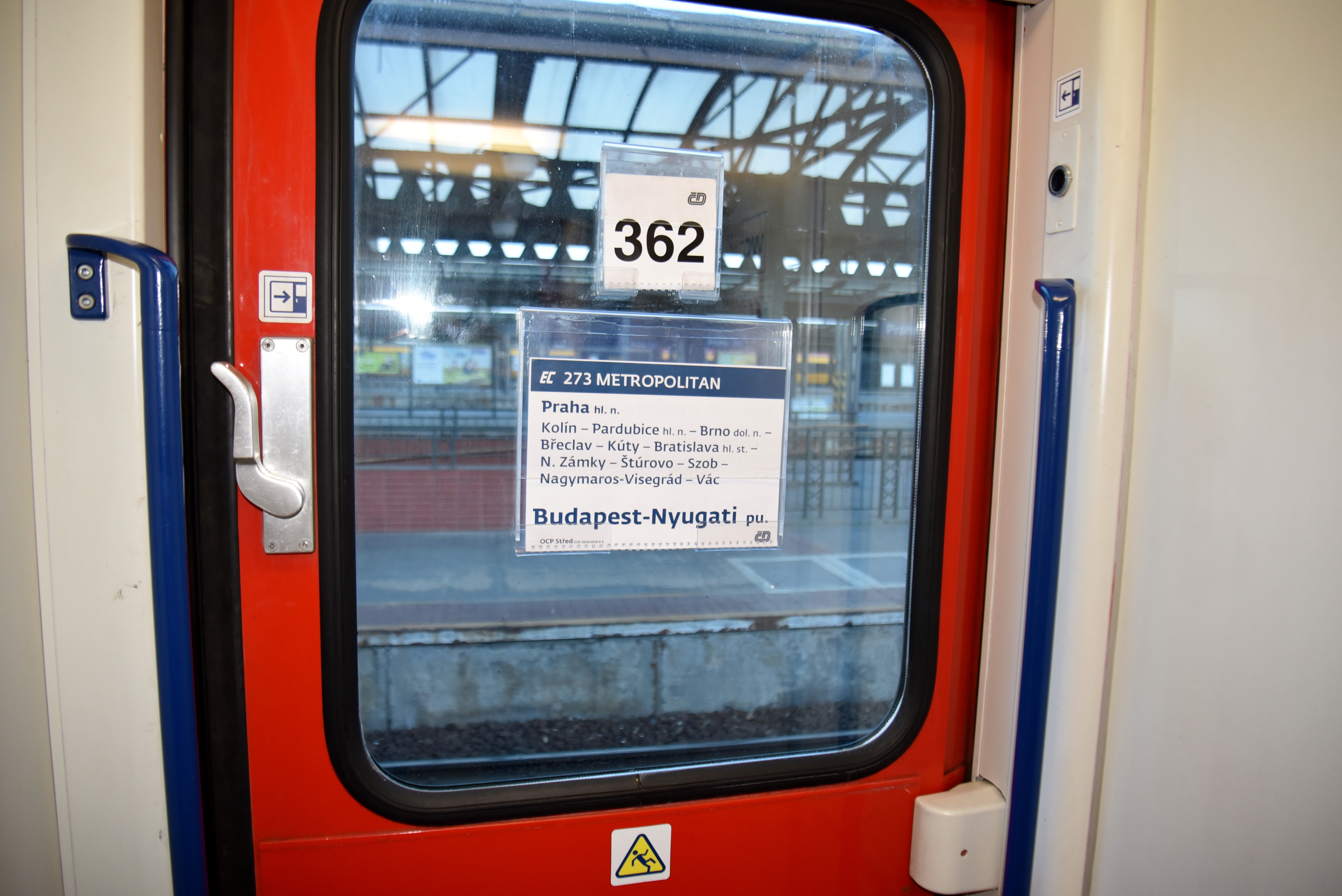
Pancarte d'itinéraire de l'EC 273 Prague – Budapest.

- EC 270/271, 272/273, 274/275, 276/277, 278/279 et 280/281 Metropolitan : Budapest-Nyugati – Bratislava – Prague ;
- EC 282/283 et 284/285 Metropolitan Slovenská strela : (Nové Zámky –) Bratislava – Prague ;
- EC 286/287 et 288/289 DB-ÖBB EuroCity : Innsbruck – Munich ;
- EC 307/308, EC 310/311, EC 312/313, EC 314/315, EC 316/317, EC 318/319, EC 320/321, EC 322/323, EC 324/325 et EC 326/327 : (Gênes-Piazza-Principe / Bologne-Centrale / Venise-Santa-Lucia –) Milan-Centrale – Lugano – Zurich ;
- EC 330/331, 332/333, 334/335 et 336/337 Jižní expres : Prague – České Budějovice – Linz ;
- EC 686/687 Szamos/Someș : (Vienne – Budapest-Keleti –) Püspökladány – Baia Mare ;
- EC 1160/1167 Advent : Budapest-Keleti – Vienne ;
- EC 1248/1259, 1250/1257 et 1356/1361 Leo Express : Košice – Prešov – Žilina – Ostrava – Prague ;
- EC 92XX : Bruxelles-Midi – Bruxelles-Central – Bruxelles-Nord – Bruxelles-Aéroport-Zaventem – Malines – Anvers-Berchem – Anvers-Central – Noorderkempen – Bréda – Rotterdam-Central[3] ;
- EC 95XX EuroCity Direct : Bruxelles-Midi – Anvers-Central – Rotterdam-Central – Schiphol-Aéroport – Amsterdam-Sud (– Almere-Centre – Almere Buiten (nl) – Lelystad-Centre)[3].